# Otok Vis
Otok Vis este o arie protejată (sit de importanță comunitară — SCI) din Croația întinsă pe o suprafață de 9.049,99 ha, integral pe uscat.

## Localizare
Centrul sitului Otok Vis este situat la coordonatele 43°02′45″N 16°09′18″E / 43.045709°N 16.154967°E.

## Înființare
Situl Otok Vis a fost declarat sit de importanță comunitară în iulie 2013 pentru a proteja 6 specii de animale.

## Biodiversitate
Situată în ecoregiunea mediteraneană, aria protejată conține 10 habitate naturale: Peșteri marine scufundate complet sau parțial, Peșteri inaccesibile publicului, Păduri de Olea și Ceratonia, Dune mobile cu vegetație embrionară, Vegetație anuală la limita mareei, Faleze cu vegetație de Limonium spp. endemic de pe coastele mediteraneene, Iazuri temporare mediteraneene, Matorral arborescenți cu Juniperus spp., Pseudostepă cu ierburi și specii anuale de Thero-Brachypodietea, Pante stâncoase calcaroase cu vegetație casmofită.
La baza desemnării sitului se află mai multe specii protejate:
- mamifere (4): liliac cu aripi lungi (Miniopterus schreibersii), liliac cărămiziu (Myotis emarginatus), liliacul mare cu potcoavă (Rhinolophus ferrumequinum), liliacul mic cu potcoavă (Rhinolophus hipposideros)
- reptile (2): șarpele cu patru dungi (Elaphe quatuorlineata), Elaphe situla

Pe lângă speciile protejate, pe teritoriul sitului au mai fost identificate 27 de specii de plante.